# Charles Williams (författare)
Charles Walter Stansby Williams, född 20 september 1886, död 15 maj 1945, var en engelsk författare och poet, bosatt i London och Oxford. 
Under andra världskriget deltog Williams i Oxfords litterära sällskap "The Inklings", tillsammans med författare som C S Lewis och J R R Tolkien. Williams författade flera svårklassificerade romaner vilka tilltalade inte minst vännen C S Lewis. 
Gemensamt för romanerna är att den kristna andliga världen (ofta med platonska uttryck) spelar en aktiv roll i handlingarna. T S Eliot beskriver Williams romaner som "supernatural thrillers" därför att de utvecklar mötet mellan den andliga världen och den fysiska samtidigt som han visar hur makt, även andlig makt, kan både korrumpera och leda till helighet. Han var en av sin tids stora Dantevetare och skrev 1934 ett fortfarande citerat Dantestudium, The Figure of Beatrice, om kvinnan Beatrices betydelse i Dantes verk. Williams skrev även ett antal pjäser och diktsamlingar, förutom historiska, teologiska och litteraturvetenskapliga verk.
Han var anställd på Oxford University Press från 1908 fram till sin död.

## Litterära verk i urval
- The Place of the Lion (1931) roman
- Many Dimensions (1931) roman
- The Greater Trumps (1932) roman
- Descent Into Hell (1937) roman
- He Came Down From Heaven (1938) teologi
- Taliessin through Logres (1938) lyrik
- The Descent of the Dove: a short history of the Holy Spirit in the Church (1939) teologi
- The Forgiveness of Sins (1942) teologi
- All Hallows' Eve (1945) roman